# Crowell Buttresses
Die Crowell Buttresses sind eine Reihe hoher Schnee- und Felssäulen, die sich über eine Länge von 16 km in der Queen Elizabeth Range in der ostantarktischen Ross Dependency erstrecken. Sie bilden die Nordwand des Cornwall-Gletschers über rund 8 km und verlaufen dann nordöstlich über dei gleich Strecke entlang der Westflanke des Lowery-Gletschers.
Das Advisory Committee on Antarctic Names benannte sie 1966 nach John T. Crowell († 1986), Mitarbeiter der National Science Foundation und als solcher verantwortlich für den Einsatz von Forschungsschiffen in antarktischen Gewässern von 1960 bis 1963 sowie für die Durchführung von Spezialmissionen von 1963 bis 1969.